# Slobozia Moară
Slobozia Moara là một xã thuộc hạt Dâmbovița, România. Dân số thời điểm năm 2002 là 2368 người.